# Device (zespół metalowy)
Device – amerykański zespół wykonujący muzykę z pogranicza metalu alternatywnego i industrial metalu. Formacja powstała w 2012 roku z inicjatywy wokalisty Davida Draimana, znanego z występów w grupie Disturbed. Muzyk do współpracy zaprosił byłego gitarzystę zespołu Filter - Geno Lenardo wraz z którym rozpoczął prace nad debiutanckim albumem projektu.
Pierwszy album formacji zatytułowany Device ukazał się 9 kwietnia 2013 roku nakładem wytwórni muzycznej Warner Bros. Records. Gościnnie na płycie wystąpili wokaliści Lzzy Hale, M. Shadows, Glenn Hughes, Serj Tankian oraz gitarzysta Tom Morello i basista Geezer Butler. Premierę poprzedził teledysk do utworu "Vilify", który wyreżyserował P.R. Brown. Wydany w formie digital download singel uplasował się na 1. miejscu na listach Billboardu - Mainstream Rock i Active Rock.
Dzień po wydaniu albumu w Soul Kitchen Music Hall w Mobile w stanie Alabama odbył się pierwszy występ zespołu. Koncertowy skład Device uzupełnili perkusista Will Hunt, znany z występów w grupie Evanescence oraz gitarzysta i wokalista Virus, członek zespołu Lords of Acid.
Debiut Device odniósł największy sukces w Stanach Zjednoczonych gdzie uplasował się na 11. miejscu zestawienia Billboard 200. Nagrania znalazły na tamtejszym rynku 35 tys. nabywców w przeciągu tygodnia od dnia premiery. Płyta trafiła ponadto m.in. na listy przebojów w Wielkiej Brytanii, Niemczech, Nowej Zelandii oraz w Australii. 11 czerwca, także 2013 roku ukazał się drugi singel promujący album - "You Think You Know". Do utworu został zrealizowany również teledysk, który ponownie wyreżyserował P. R. Brown. Następnie, na przełomie lipca i sierpnia grupa wzięła udział w objazdowym festiwalu w USA i Kanadzie - Gigantour.
W wywiadzie z 11 września 2015 roku, David Draiman oznajmił, że nie zamierza wydawać kolejnego albumu wraz z zespołem Device.

## Dyskografia
| Rok  | Tytuł                                                          | Pozycja na liście | Pozycja na liście | Pozycja na liście | Pozycja na liście | Pozycja na liście | Pozycja na liście | Pozycja na liście | Sprzedaż        |
| Rok  | Tytuł                                                          | USA               | CAN               | AUS               | NZL               | GER               | AUT               | UK                | Sprzedaż        |
| ---- | -------------------------------------------------------------- | ----------------- | ----------------- | ----------------- | ----------------- | ----------------- | ----------------- | ----------------- | --------------- |
| 2013 | Device - Data: 9 kwietnia 2013 - Wydawca: Warner Bros. Records | 11                | 11                | 26                | 4                 | 54                | 57                | 64                | - USA: 55 tys.+ |

## Teledyski
| Rok  | Tytuł                | Reżyseria   | Album  |
| ---- | -------------------- | ----------- | ------ |
| 2013 | "Vilify"             | P. R. Brown | Device |
| 2013 | "You Think You Know" | P. R. Brown | Device |

## Nagrody i wyróżnienia
| Rok  | Kategoria       | Tytułem | Nagroda                     | Nota | Źródło |
| ---- | --------------- | ------- | --------------------------- | ---- | ------ |
| 2013 | Best New Talent | Device  | Revolver Golden Gods Awards | Laur | [ 14 ] |